# Liste der Baudenkmale in Essel
In der Liste der Baudenkmale in Essel sind alle Baudenkmale der niedersächsischen Gemeinde Essel im Landkreis Heidekreis aufgelistet. Der Stand der Liste ist das Jahr 2021.

## Allgemein
Essel wird das erste Mal im Jahre 1251 erwähnt.

## Engehausen
| Lage                                      | Bezeichnung              | Beschreibung | ID       | Bild |
| ----------------------------------------- | ------------------------ | ------------ | -------- | ---- |
| Blankenburg 1 52° 41′ 10″ N, 9° 42′ 43″ O | Wohn-/Wirtschaftsgebäude |              | 32769736 | BW   |
| Dorfstraße 1 52° 41′ 17″ N, 9° 41′ 56″ O  | Speicher                 |              | 32769333 | BW   |
| Dorfstraße 1A 52° 41′ 17″ N, 9° 41′ 54″ O | Backhaus                 |              | 32769171 | BW   |
| Dorfstraße 3 52° 41′ 16″ N, 9° 42′ 1″ O   | Scheune                  |              | 32769623 | BW   |

## Essel
| Lage                                                | Bezeichnung                                       | Beschreibung | ID       | Bild |
| --------------------------------------------------- | ------------------------------------------------- | --- | -------- | ---- |
| L 190 52° 41′ 54″ N, 9° 39′ 27″ O                   | Baudenkmalgruppe Straßenbrücke (Alte Allerbrücke) | die alte Allerbrücke wurde abgerissen und durch einen Neubau ersetzt                                                                       | 32684733 | BW   |
| L 190 52° 41′ 54″ N, 9° 39′ 22″ O                   | Rampen                                            | die westliche alte Rampe ist noch erkennbar, die östliche Rampe wurde durch den Neubau überformt (Teil der Baudenkmalgruppe Straßenbrücke) | 32769380 | BW   |
| L 190 52° 41′ 53″ N, 9° 39′ 18″ O                   | Allee                                             | ein Rest der Allee besteht noch entlang der alten westlichen Rampe (Teil der Baudenkmalgruppe Straßenbrücke)                               | 32769153 | BW   |
| L 190 52° 41′ 54″ N, 9° 39′ 27″ O                   | Brücke über die Aller                             | die alte Allerbrücke wurde abgerissen und durch einen Neubau ersetzt (Teil der Baudenkmalgruppe Straßenbrücke)                             | 32769902 | BW   |
| Hannoversche Straße 1 52° 41′ 55″ N, 9° 39′ 23″ O   | Brückenhaus                                       | nur als Teil der Baudenkmalgruppe ausgewiesen (Teil der Baudenkmalgruppe Straßenbrücke)                                                    |          |      |
| Am Amtshof 6 52° 41′ 34″ N, 9° 38′ 42″ O            | Wohnwirtschaftsgebäude                            | | 32769309 |      |
| Hannoversche Straße 4 52° 41′ 27″ N, 9° 38′ 43″ O   | Wohnwirtschaftsgebäude                            | | 32769529 |      |
| Hannoversche Straße 4 52° 41′ 27″ N, 9° 38′ 44″ O   | Stall                                             | | 32769466 |      |
| Hannoversche Straße 4 52° 41′ 28″ N, 9° 38′ 42″ O   | Scheune                                           | | 32769214 |      |
| Hannoversche Straße 4 52° 41′ 28″ N, 9° 38′ 43″ O   | Anbau                                             | | 32769973 |      |
| Hannoversche Straße 6 52° 41′ 26″ N, 9° 38′ 42″ O   | Wohnwirtschaftsgebäude                            | | 32769552 |      |
| Riethweg 52° 41′ 57″ N, 9° 38′ 8″ O                 | Brücke                                            | Brücke I | 32769865 |      |
| 52° 42′ 6″ N, 9° 38′ 12″ O                          | Brücke                                            | Brücke II | 32769884 |      |
| Koppelweg/Orderweg 52° 42′ 17″ N, 9° 38′ 19″ O      | Brücke                                            | Brücke III | 32769489 |      |
| L 190 52° 42′ 18″ N, 9° 39′ 48″ O                   | Kriegsgräberstätte                                | | 32769923 |      |
| Lange Straße 10 52° 41′ 29″ N, 9° 38′ 37″ O         | Scheune                                           | | 32769574 | BW   |
| Orderweg 8 52° 41′ 36″ N, 9° 38′ 29″ O              | Wohn-/Wirtschaftsgebäude                          | | 32769597 | BW   |
| Orderweg 8 52° 41′ 37″ N, 9° 38′ 30″ O              | Stall                                             | | 32769445 | BW   |
| Orderweg 8 52° 41′ 36″ N, 9° 38′ 30″ O              | Scheune                                           | | 32769422 | BW   |
| Schwarmstedter Straße 52° 41′ 31″ N, 9° 38′ 31″ O   | Kriegerdenkmal                                    | | 32769194 | BW   |
| Schwarmstedter Straße 3 52° 41′ 32″ N, 9° 38′ 38″ O | Wohn-/Wirtschaftsgebäude                          | | 32769285 | BW   |
| Schwarmstedter Straße 4 52° 41′ 30″ N, 9° 38′ 32″ O | Wohnwirtschaftsgebäude                            | | 32769508 | BW   |
| Schwarmstedter Straße 4 52° 41′ 30″ N, 9° 38′ 32″ O | Schmiede                                          | | 32769237 | BW   |
| Stader Straße 52° 41′ 52″ N, 9° 38′ 5″ O            | Bahndamm                                          | | 32769847 | BW   |